# Анди Андрюс
Анди Андрюс (на английски: Andy Andrews) е американски корпоративен лектор, хуморист и писател на бестселъри в жанра съвременен роман и книги за самопомощ.

## Биография и творчество
Анди Андрюс е роден на 22 май 1959 г. в Бирмингам, Алабама, САЩ. Отраства в Монтгомъри и Дотан, Алабама. Завършва гимназия „Бери“ през 1977 г. Учи за лекар в Университета „Обърн“, Алабама. Когато е на 19 години майка му умира от рак, а баща му в автомобилна катастрофа.
В следващите няколко години се разорява и остава без дом. Тогава решава да изгради бъдещето си и започва да създава и изпълнява хумористични истории като комедиен артист. Първото му представяне е в Тахое. Прави турне с музикантите Кени Роджърс и Гарт Брукс. Два пъти е избиран за „комик на годината“ от Националната асоциация за студентски дейности през 1985 и 1986 г.
Постепенно се насочва към написването на разкази и мотивационни книги. Първата му мотивационна книга „In Their Own Words“ от поредицата „Щурм за съвършенство“ е публикувана през 1991 г. Поредицата представлява сборник от биографии и писма до автора от едни от най-успешните личности, които описват как са преодолели проблемите и са постигнали успеха си.
През 1995 г. е издаден сборникът му с разкази „Tales from Sawyerton Springs“, чието продължение е през 2009 г. с многожанровия роман „Завръщане в Сойертън Спрингс“.
Първият му роман „Съкровищата на пътешественика“ е публикуван през 2002 г. и е определен от критиката като художествена мотивационна и документална проза. Независимо от неопределения си жанр книгата става бестселър, преведена е на над 20 езика и прави автора известен.
Следващите му книги стават много популярни в Америка. Често са в списъците на бестселърите и са издадени в над 4 милиона екземпляра по света. Пресата го определя като „една от най-влиятелните личности на 21 век в САЩ“.
Писателят притежава силен ораторски талант и способност да мотивира хората. Говорил е пред огромни аудитории по молба на четирима различни американски президенти и пред ръководния състав на най-големите американски корпорации.
Анди Андрюс живее със семейството си в Ориндж Бийч, Алабама.

## Произведения

### Самостоятелни романи
- The Lost Choice (2004)
Изгубеният избор, изд.: Skyprint, София (2013), прев. Весела Прошкова
- Island of Saints: A Story of the One Principle That Frees the Human Spirit (2005)
- The Heart Mender: A Story of Second Chances (2010)
Съюзници, изд.: Skyprint, София (2012), прев. Стефан Георгиев
- The Perfect Moment (2015)

### Серия „Сойертън Спрингс“ (Sawyerton Springs)
1. Tales from Sawyerton Springs (1995) – сборник разкази
2. Return to Sawyerton Springs: A Mostly True Tale Filled With Love, Learning, and Laughter (2009)
Завръщане в Сойертън Спрингс, изд.: Skyprint, София (2011), прев. Весела Прошкова

### Серия „Съкровищата на пътешественика“ (Traveller's Gift)
1. The Traveller's Gift (2002) 
Съкровищата на пътешественика, изд.: Skyprint, София (2011), прев. Георги Георгиев
2. Final Summit (2011)
Последният жокер: когато всичко е вече изгубено ..., изд.: Skyprint, София (2012), прев. Весела Прошкова

### Серия „Проницателят“ (Noticer)
1. The Noticer (2009)
Проницателят, изд.: „Skyprint“, София (2010), прев. Златка Паскалева
2. The Noticer Returns: Sometimes You Find Perspective, and Sometimes Perspective Finds You (2013)
Проницателят се завръща, изд. „Skyprint“ (2014), прев. Златка Паскалева
3. The Wisdom Seeds: Sometimes Perspective Finds You (2013)

### Документалистика

#### Серия „Щурм за съвършенство“ (Storms of Perfection)
1. In Their Own Words (1991)
2. Letters from the Heart (1994)
3. A Pathway to Personal Achievement (1995)
4. Letters from the Past (1997)

#### Серия „Писма“ (Letters)
1. Letters from American Heroes: Never Give Up & Go for It! (2002)
2. Letters from Celebrity Heroes: Never Give Up & Go for It! (2002)
3. Letters from Inspirational Heroes: Never Give Up & Go for It! (2002)
4. Letters from Sports Heroes: Never Give Up & Go for It! (2002)

#### Самостоятелни книги
- Mastering the Seven Decisions (2009)
- The Butterfly Effect (2010)
- How Do You Kill 11 Million People?: Why the Truth Matters More Than You Think (2012)
- Baseball, Boys, and Bad Words (2013)
- The Seven Decisions: Understanding the Keys to Personal Success (2014)
Седемте решения, изд. „Skyprint“ (2016), прев. Стефан Георгиев
- The Little Things (2017)
- The Bottom of the Pool (2019)